# Миерлаук, Алексис
Алексис Миерлаук (латыш. Aleksis Mierlauks, при рождении — Алексис Фриденфельд, латыш. Aleksis Frīdenfelds; 3 (15) апреля 1866, Икскюль — 19 апреля 1943, Рига) — латвийский театральный режиссёр и актёр, один из основоположников национального театрального искусства.

## Биография
Родился 3 (15) апреля 1866 года в Икскюле Рижского уезда Лифляндской губернии. Был усыновлен, после смерти приемных родителей в 13 лет начал работать на фабрике. С 1886 года участвовал в работе любительской театральной трупы Общества взаимной помощи Джонатана в Риге. В 1890—1908 годах — в Рижском латышском театре, где поставил спектакли «Мещане» (1904) и «На дне» (1906). В 1908 году перешел в Новый рижский театр и возглавлял его с 1909 по 1911 и с 1914 по 1915 год. В 1909 году ездил учиться в московский театр «Дайлес», в 1914 году — в Берлин.
Во время Первой мировой войны уехал в Петроград, работал в Новом латышском театре (1915) и Рабочем театре Советской Латвии (1919). После возвращения в Латвию в 1919 году стал директором Национального театра, поставил там первый спектакль «В огне» по пьесе Рудольфа Блауманиса.
C 1921 по 1938 год работал в этом же театре режиссёром, поставил спектакли «Враги» (1919), «Иосиф и его братья» (1920), «Играл я, плясал» (1921). Умер 19 апреля 1943 года в Риге, похоронен на Лесном кладбище, сектор IV, участок 341879.

## Творчество
Считается одним из создателей латвийского режиссёрского искусства и одним из основоположников психологического реализма в театре. Наиболее важным достижением стала первая постановка «Огня и ночи» Райниса в Новом рижском театре в 1911 году, подтвердившая зрелость латвийского исполнительского искусства и включенная впоследствии в Культурный канон Латвии.
Предпочитал комические произведения и латвийских авторов, в том числе Юлия Петерсонса, последовательно отстаивал включение оригинальных драм в репертуар Национального театра.
Был характерным актёром, среди важнейших ролей — Кленга («В огне» Р. Блауманиса), Кангарс («Огонь и ночь» Райниса), Аттингаузен («Вильгельм Телль» Ф. Шиллера), Белугин («Женитьба Белугина» А. Н. Островского и Н. Я. Соловьева).
Сыграл в нескольких фильмах, последняя роль — пастор Лодерс в «Каугурском восстании».

## Награды
- Орден трех звезд III класса (1935)
- Орден трех звезд IV класса (1935)
- Награда Отечества (1937)

Сорокалетию творческой деятельности посвящено стихотворение Аспазии.